# Hydraena hypipamee
Hydraena hypipamee är en skalbaggsart som beskrevs av Perkins 2007. Hydraena hypipamee ingår i släktet Hydraena och familjen vattenbrynsbaggar. Inga underarter finns listade i Catalogue of Life.